# George Dureau
Pour les articles homonymes, voir Georges Dureau.
George Valentine Dureau, né le 28 décembre 1930 à La Nouvelle-Orléans et mort le 7 avril 2014 à Kenner, est un artiste américain connu pour ses dessins au fusain et ses photographies de nus masculins noirs athlétiques, nains ou amputés. Il est considéré comme une influence pour Robert Mapplethorpe.

## Biographie
Il étudie à partir de 1952 les beaux-arts à l'université d'État de Louisiane, et après son service militaire, l'architecture à l'université Tulane à La Nouvelle-Orléans.
Dans les années 1970, il est ami avec le photographe Robert Mapplethorpe. Ses photographies et ses dessins de nus masculins présentent un homoérotisme franc,.
Atteint de la maladie d'Alzheimer, il meurt le 7 avril 2014 dans un centre de soins à Kenner en Louisiane.

## Œuvre
Certaines de ses œuvres sont exposées à l'Ogden Museum of Southern Art et au Leather Archives & Museum.
Plusieurs de ses œuvres sont exposées publiquement dans la ville de La Nouvelle-Orléans, notamment les sculptures pour le tympan du casino Harrah's, et ses sculptures en bronze réalisées avec Eugenie "Ersy" Schwartz servent de sentinelles aux portes de la Cour Nord du parc municipal de La Nouvelle-Orléans. Son tableau de la parade du Mardi gras couvre un mur de Gallier Hall.
Une exposition de ses photos intitulée Black 1973–1986 s'est tenue à la Higher Pictures gallery à New York en 2012.